# Бозколь
Бозко́ль (каз. Бозкөл) — село у складі Казалінського району Кизилординської області Казахстану. Адміністративний центр та єдиний населений пункт Бозкольського сільського округу.
У радянські часи село називалось Комунізм.
Населення — 911 осіб (2021; 988 у 2009, 1082 у 1999, 1184 у 1989).